# Хламідії
Хламідії (Chlamidiales) — єдиний ряд типу бактерій Chlamidiae, всі представники якого — внутрішньоклітинні паразити клітин еукаруотів. Більшість описаних різновидів заражають ссавців і птахів, але деякі були знайдені в інших господарях, наприклад амебах. Спочатку вони розглядалися як єдиний рід Chlamydia, але зараз визнані декілька різних родів. Вони пов'язані з іншими бактеріальними групами, особливо Thermomicrobia, але однак формують свій власний тип.
Хламідії мають життєвий цикл, який включає дві чітко різні форми. Інфекція вражає за допомогою елементарних тіл (EB), які метаболічне неактивні. Вони проникають до клітинних вакуолей, де вони перетворюються на більші сітчасті тіла (RB), які мають здатність до розмноження. Після декількох днів реплікації, RB перетворюють назад на метаболічно неактивні EB, які виходять назовні за допомогою лізису клітини або зливання мембран вакуолей з клітинною мембраною. Хламідії розповсюджуються повітряно-крапельним шляхом або при контакті.
Є три головні різновиди типу Хламідії, які заражують людей:
- Chlamydia trachomatis, яка зумовлює трахому ока і статево передавану інфекцію хламідіоз;
- Chlamydophila pneumoniae, яка спричиняє одну з форм пневмонії;
- Chlamydophila psittaci, яка породжує орнітоз.